# Place Saint-Jacques (Metz)
Pour les articles homonymes, voir Place Saint-Jacques.
La place Saint-Jacques est une voie de Metz en Moselle.

## Situation et accès
C'est une place du centre-ville de Metz qui a donné son nom au centre commercial du même nom, le centre Saint-Jacques. 
Elle se situe entre les rues Fabert et de Ladoucette, au cœur du centre historique et piétonnier de la ville, non loin de la cathédrale Saint-Étienne.

## Origine du nom
Le nom provient de l’église Saint-Jacques qui la bordait avant d’être abattue en 1574.

## Historique
La place Saint-Jacques est située à proximité du carrefour principal de la ville romaine (rue Taison et En Fournirue) et correspond à peu près à l’emplacement du forum antique.
Le nom actuel de la place apparait au XIIe siècle. 
Une fontaine Saint-Jacques est construite sur la place en 1498 devant la collégiale de Saint-Sauveur (XVe siècle). Elle est démolie en 1730 puis réédifié vers 1759 à l’angle des rues de Ladoucette et du Petit Paris. Elle est à nouveau détruite à la Révolution et sera transférée ensuite rue du Pont-des-Morts.
À partir de 1832, une halle de légumes et de fleurs occupe toute la place. Le 26 décembre de chaque année, la loue se tenait sur ce marché ; les personnes en quête d’un emploi s’y réunissaient. L’édifice est détruit en 1907 pour insalubrité.
Aujourd’hui, la place est connue des Messins pour ses nombreux cafés-restaurants et leurs terrasses durant la belle saison.
Elle a porté les noms suivant :
- place Saint-Jacques  (1137 - 1609 - 1698) ;
- place Derrière-Saint-Sauveur (1698 - 1773) ;
- place de la République (1792) ;
- place d’Austerlitz (1806 - 1815) ;
- place Saint-Jacques (1816 - 1830) ;
- place d’Austerlitz (1831 - 1874) ;
- place Saint-Jacques ;
- annexion : Jakobplatz (av. 1918—1940-1944).

## Bâtiments remarquables et lieux de mémoire

### Notre-Dame de Metz
Lors de la débâcle des troupes allemandes en 1918, des catholiques messins craignent que celles-ci ne transforment la ville en un nouveau Verdun. Ils prient alors Mgr Benzler, évêque de Metz de 1901 à 1919, de faire le vœu d’élever une statue à la Sainte Vierge, si la ville était épargnée par les combats. Le prélat accepte. Il est cependant expulsé par les autorités Françaises en juillet 1919 et décède en Allemagne en 1921. La statue est inaugurée lors de la fête de l’Assomption 1924. La place Saint-Jacques est choisie pour sa situation centrale et sa proximité de la cathédrale. La bénédiction est célébrée par Mgr Pelt, nouvel évêque de Metz, en présence de Mgr Ruch, évêque de Strasbourg et de Mgr Foucault, évêque de Saint-Dié, après que Mgr du Bois Jagu de la Villerabel, archevêque de Rouen et primat de Normandie a prononcé un discours. La colonne d’ordre ionique, en pierre fine de Jaumont mesurant huit mètres de hauteur, est l’œuvre de Max Braemer, tandis que la statue en bronze d’une hauteur d’un mètre quatre-vingt-dix, est due au sculpteur Jacques Martin.
De nouveau le 15 août 1940, malgré l’interdiction de réunion de personnes imposée par les Nazis qui ont annexé de fait la Moselle et occupent la ville et la présence de nombreux soldats armés, rien ne peut empêcher la dévotion des Messins pour Notre-Dame de Metz, et de manifester en nombre leur attachement patriotique à la France. Sur une place comble, la foule se recueille silencieusement. La statue est entourée de fleurs aux couleurs de la France et une immense croix de Lorraine, ornée de fleurs tricolores, de chardons et d’un ruban jaune et rouge, couleurs de la Lorraine, est attachée à la colonne. On peut y lire la devise de la Lorraine : « Qui s’y frotte s’y pique ». Un cantique - s’élève soudain de la foule : « Reine de France – Priez pour nous – Notre espérance – Venez et sauvez-nous ! », repris immédiatement par tous les fidèles présents. C’est Sœur Hélène, une religieuse, fille de la charité, qui a eu le courage de signifier ainsi son désir de voir à nouveau le drapeau tricolore flotter à Metz. La foule regagne ensuite la cathédrale en silence et nombreux sont ceux qui resteront toute la nuit à prier. Le pouvoir nazi réagira avec vigueur. L'évêque et 60% des prêtres du diocèse sont expulsés.
La tradition est honorée chaque année le 15 août, jour de l’Assomption de la Vierge Marie. La messe pontificale est tout d’abord célébrée en matinée à la cathédrale, puis les vêpres sont chantées, suivies d’une procession conduite par l’évêque, qui se dirige de la cathédrale jusqu’à la colonne.

## Biographie
- Michel Thiria, « La place Saint-Jacques », L’Austrasie, 1909.
- « La statue de Notre-Dame sur la place Saint-Jacques », La Voix lorraine, 33, 15 août 1971, p. 6.